# Missa brevis n.º 1 (Mozart)
La Missa brevis n.º 1 en sol mayor, K. 49/47d es la primera misa completa compuesta por Wolfgang Amadeus Mozart.
Mozart escribió esta obra con tan solo doce años de edad; sin embargo, esta no constituyó ni su primera serie de piezas sobre las partes del Ordinario de la Misa —dos años antes había compuesto el Kyrie en fa mayor (KV 33)—, ni fue tampoco su composición de temática religiosa más larga hasta la fecha: su drama sacro Die Schuldigkeit des ersten Gebots (KV 35) había sido estrenada unos años antes.

## Historia
Compuesta en Viena en el otoño de 1768, esta obra es la única missa brevis de Mozart en incluir una parte de viola. No está clara la ocasión para la que fue compuesta la obra y a menudo ha sido confundida con la Waisenhausmesse (‘Misa del orfanato’), escrita ese mismo año.
La música sacra de la época estaba cada vez más influenciada por la ópera y la ornamentación propia del periodo barroco; las primeras misas de Mozart, como esta, están consideradas un regreso a una configuración más austera y próxima a la etapa pre-barroca.

## Estructura
La obra consta de seis movimientos, que siguen el tradicional orden de la misa:
1. Kyrie (Adagio, sol mayor, 4/4)
—Kyrie eleison... (Andante, sol mayor, 3/4)
2. Gloria (Allegro, sol mayor, 4/4)
3. Credo (Allegro, sol mayor, 3/4)
—Et incarnatus est... (Poco adagio, do mayor, 2/2)
—Et resurrexit... (Allegro, sol mayor, 2/2)
—Et in Spiritum Sanctum... (Andante, do mayor, 3/4; bajo)
—Et in unam sanctam... (Allegro, sol mayor, 2/2)
4. Sanctus (Andante, sol mayor, 3/4)
—Pleni sunt coeli et terra... (Allegro, sol mayor, 3/4)
—Hosanna in excelsis... (Allegro, sol mayor, 4/2)
5. Benedictus (Andante, do mayor, 3/4; cuarteto vocal solista)
—Hosanna in excelsis... (Allegro, sol mayor, 4/2)
6. Agnus Dei (Adagio, sol mayor, 2/2)
—Dona nobis pacem... (Allegro, sol mayor, 3/8)

## Instrumentación
Es una missa brevis compuesta para cuarteto de solistas vocales (soprano, contralto, tenor y bajo), coro mixto a cuatro voces y una orquesta integrada por violines I y II, violas y bajo continuo.